# 欠踹的背影
《欠踹的背影》（日语：蹴りたい背中）是日本作家綿矢莉莎的小說，2003年河出書房新社出版，獲得第130屆芥川龍之介賞。她得獎時年僅19歲，是該獎最年輕的得主。

## 內容
描述高中女生初實與蜷川的戀愛故事。青春期的女主角初實是一個不願意找小團體，下課有人可以講無聊的話題、中飯時間有朋友可以一起用餐，成為班上「剩餘的人」的高一女生。
初實看到班上另一個比他更孤僻的蜷川，正在看女性雜誌。看到蜷川正在注視著的偶像Oli，初實說「我在車站前的無印良品見過這個人。」，初實與蜷川開始接觸。

## 人物
長谷川初實
高中生，田徑隊成員，和同學關係疏離，排斥進入小圈子中。國中時曾在商店偶遇Oli，這件事成為她與蜷川往來的契機。
蜷川
高中生，Oli的粉絲，在班上獨來獨往。
小倉絹代
初實的朋友，在加入另一小圈圈後，和初實的關係轉淡。
Oli
雜誌模特兒，身材高大。

## 獎項
- 第130屆芥川龍之介賞